# Квірінус Квірел
Професор Квірінус Квірел (англ. Quirinus Quirrell, 26 вересня 1950 або 1960 — 4 червня 1992) — персонаж книги Гаррі Поттер та Філософський камінь, яку написала Джоан Роулінг. Викладач у Гоґвортсі.
Професор Квірел, боязкий і нешкідливий, виявився слугою Волдеморта, що надав йому своє тіло (Квірел носив тюрбан, за яким приховувалася голова Темного Лорда). Робив декілька спроб вбити ворога Волдеморта та свого учня Гаррі Поттера.